# 수키 스택하우스 시리즈
수키 스택하우스 시리즈는 남부 뱀파이어 시리즈로도 알려진 미국작가 샬레인 해리스의 저작이다. 미국 케이블 방송사 HBO의 텔레비전 연속극 《트루 블러드》(TRUE BLOOD)의 원작소설이기도 하다.
미국 남부 루이지애나 가상의 마을 본 템프스에서 웨이트리스로 일하는 수키 스택하우스는 텔레파시 능력자다. 본 시리즈는 그녀의 1인칭 주인공 시점에 의하여 서술되며 장르는 로맨스, 고딕, 미스터리, 판타지에 속한다.
대한민국에서는 출판사 열린책들에서 2012년 10월 현재 11번째 권까지 펴냈으며 단편집도 한 권 출간되었다.

## 작가에게 듣는 수키 캐릭터 탄생 이야기
수키 스택하우스 시리즈의 작가 샬레인 해리스는 “뭔가 새로운 걸 해봄으로써 제 글쓰기 스타일을 바꿔보려고” 했다고 말했다. 작가는 그러기 위해서 “제가 정말 좋아하는 모든 요소, 그러니까 미스터리, 초자연적 현상, 엄청난 모험, 그리고 약간의 로맨스”를 섞으려고 했다고 말한다. “수년 전부터 독자들이 제게 유머감각이 뛰어나다고 말씀해 주셨기 때문에, 그런 요소도 책에 넣으면 재미있을 것 같다고 생각했죠” 그녀는 그렇게 수키 스택하우스 시리즈의 주인공을 창조해 내었다. 주인공의 이름을 지을 때 해리스는 할머니의 제일 친한 친구분의 별명을 쓰기로 했다. “수키는 오래전부터 남부지방에서 쓰이던 별명입니다. 제 작품의 여주인공에게 썩 잘 어울린다고 생각했어요. 그러고 나자 ‘스택하우스’ 라는 성(姓)은 그냥 떠오르더군요.” 그녀는 “인간의 관점에서 쓰고” 싶었다고 한다. 작품을 쓰는 동안 “수키와 살다시피 해야” 하므로 수키를 좀 더 흥미로운 인물로 만들고자 했다. 그래서 전혀 다른 세계에 대한 소개 겸해서 주인공이 뱀파이어와 연인이 되는 설정으로 갔다. 그러자 ‘현명한 수키’가 ‘그런 미친 짓’을 하는 그럴듯한 이유가 필요했고, 작가가 수키에게 텔레파시 능력을 부여한 것은 바로 이 때문이라고 한다. 한 인터뷰에서 해리스는 수키에게 텔레파시 능력을 준 것은 “사람이 사람에게 할 수 있는 최악의 행위”였다고 말했다. 덧붙여서 “사람들이 나에 대해 어떻게 생각하는지 진짜 속마음을 안다는 것은 정말 끔찍할 겁니다” 라고 했다. “제 안에는 분명히 수키 같은 요소가 있습니다. 좀 더 정확히 말하자면, 수키 안에 저의 요소가 들어 있는 거지요. […] 제가 그녀만큼 용감하면 좋겠어요.” 해리스는 수키 이야기를 쓸 때면 “저 자신이 완전히 수키가 되어서 생각하는 것이 습관이 되어 버렸어요.”라고 했다.

## 작품목록

### 장편
| 출판 연도 | 원제                  | 비고                 | 대한민국판 제목(출판 연도, 옮긴이)      |
| --------- | --------------------- | -------------------- | --------------------------------------- |
| 2001      | Dead Until Dark       | 2001년 앤서니상 수상 | 어두워지면 일어나라(2006, 최용준)       |
| 2002      | Living Dead in Dallas |                      | 댈러스의 살아있는 시체들 (2009, 최용준) |
| 2003      | Club Dead             |                      | 죽은 자 클럽(2009, 송경아)              |
| 2004      | Dead to the World     |                      | 죽어버린 기억(2010, 송경아)             |
| 2005      | Dead as a Doornail    |                      | 완전히 죽다(2010, 송경아)               |
| 2006      | Definitely Dead       |                      | 돌아올 수 없는 죽음(2010, 송경아)       |
| 2007      | All Together Dead     |                      | 우리는 시체들(2011, 송경아)             |
| 2008      | From Dead to Worse    |                      | 죽는 게 나아(2011, 송경아)              |
| 2009      | Dead and Gone         |                      | 죽고 사라지다(2011, 송경아)             |
| 2010      | Dead in the Family    |                      | 죽여도 가족(2011, 송경아)               |
| 2011      | Dead Reckoning        |                      | 죽음의 계산(2012, 송경아)               |
| 2012      | Deadlocked            |                      |                                         |

### 단편
| 출판 연도 | 원제                       | 대한민국판 제목(수록처, 옮긴이)                                                                         | 비고                                                                                |
| --------- | -------------------------- | --- | ----------------------------------------------------------------------------------- |
| 2004      | Fairy Dust                 | 스트리퍼 요정 살해사건 (《판타스틱》 2008년 9월호, 이다혜) 요정가루 (단편집 [죽음의 손길] 2012, 송경아) | 클로드, 클로데트의 첫등장 본편과 이어지지 않는 별개이야기                           |
| 2004      | Dancers in the Dark        | |                                                                                     |
| 2004      | One Word Answer            | 한 마디 대답 (단편집 [죽음의 손길] 2012, 송경아)                                                        | 해들리의 죽음, 커텔리아디즈, 월도, 소피 앤의 첫등장 돌아올 수 없는 죽음으로 이어짐. |
| 2006      | Tacky                      | |                                                                                     |
| 2007      | Dracula Night              | 드라큘라의 밤 (단편집 [죽음의 손길] 2012, 송경아)                                                       | 본편과 이어지지 않는 별개이야기                                                     |
| 2008      | Gift Wrap                  | 선물 포장 (단편집 [죽음의 손길] 2012, 송경아)                                                           |                                                                                     |
| 2008      | Lucky                      | 운이 좋아 (단편집 [죽음의 손길] 2012, 송경아)                                                           |                                                                                     |
| 2009      | Bacon                      | |                                                                                     |
| 2009      | The Britlingens Go To Hell | |                                                                                     |
| 2010      | Dahlia Underground         | |                                                                                     |
| 2010      | Two Blondes                | |                                                                                     |
| 2010      | A Very Vampire Christmas   | |                                                                                     |

### 연대기순
- 어두워지면 일어나라
- 댈러스의 살아있는 시체들
- 죽은 자 클럽
- 죽어버린 기억
- 스트리퍼 요정 살해사건(단편)
- Dracula Night(단편)
- 완전히 죽다
- One Word Answer(단편)
- 돌아올 수 없는 죽음
- 우리는 시체들
- From Dead to Worse
- Lucky(단편)
- Gift Wrap(단편)
- Dead and Gone
- Two Blondes(단편)
- Dead in the Family
- Dead Reckoning

## 등장인물과 세계관
- 인간
- 뱀파이어
- 변신 능력자/늑대인간
- 요정
- 마녀/위칸